# La texana e i fratelli Penitenza
La texana e i fratelli Penitenza (Hannie Caulder) è un film western del 1971 diretto da Burt Kennedy.

## Trama
Hannie Caulder vede la sua vita distrutta da una banda di imbranati fuorilegge, i fratelli Penitenza ("Clemens" nella versione originale), che uccidono suo marito, la violentano e le bruciano la casa. La donna, decisa a vendicarsi dei banditi, si lancia immediatamente sulle loro tracce, indossando solamente un poncho. Imbattutasi in Thomas Luther Price, noto cacciatore di taglie, gli si accoda e apprende da lui a maneggiare la pistola con sorprendente velocità e precisione.
Rintracciati i fratelli Penitenza, Hannie li affronta insieme a Thomas Luther; quest'ultimo però perde la vita. Hannie riesce a eliminare Frank e Rufus, ma non può portare a termine la sua vendetta per l'intervento dello sceriffo, che le impone di abbandonare immediatamente il villaggio. Raggiunto Emmett Clemens in una vecchia prigione abbandonata, ella riesce a evitare un tranello tesole dall'avversario e quindi a ucciderlo.